# Aston Martin DB6
Aston Martin DB6 − samochód marki Aston Martin, jest poprawioną wersją modelu Aston Martin DB5. Na rynku pojawił się w 1965 roku i produkowany był do 1970. Wyprodukowano 1755 egzemplarzy tego modelu.
Różnice między modelem DB5 a DB6 to zmiany bardziej kosmetyczne niż poważna modernizacja modelu.

## Dane techniczne

### Silnik
- R6 4,0 l (3995 cm³)[1], 2 zawory na cylinder, DOHC
- Układ zasilania: gaźnik
- Średnica × skok tłoka: 96,00 mm × 92,00 mm
- Stopień sprężania: 8,9:1
- Moc maksymalna: 286 KM (210,3 kW)[1] przy 5500 obr./min
- Maksymalny moment obrotowy: 370 N•m przy 4500 obr./min

### Osiągi
- Prędkość maksymalna: 241 km/h